# Wąwóz Międzyskały

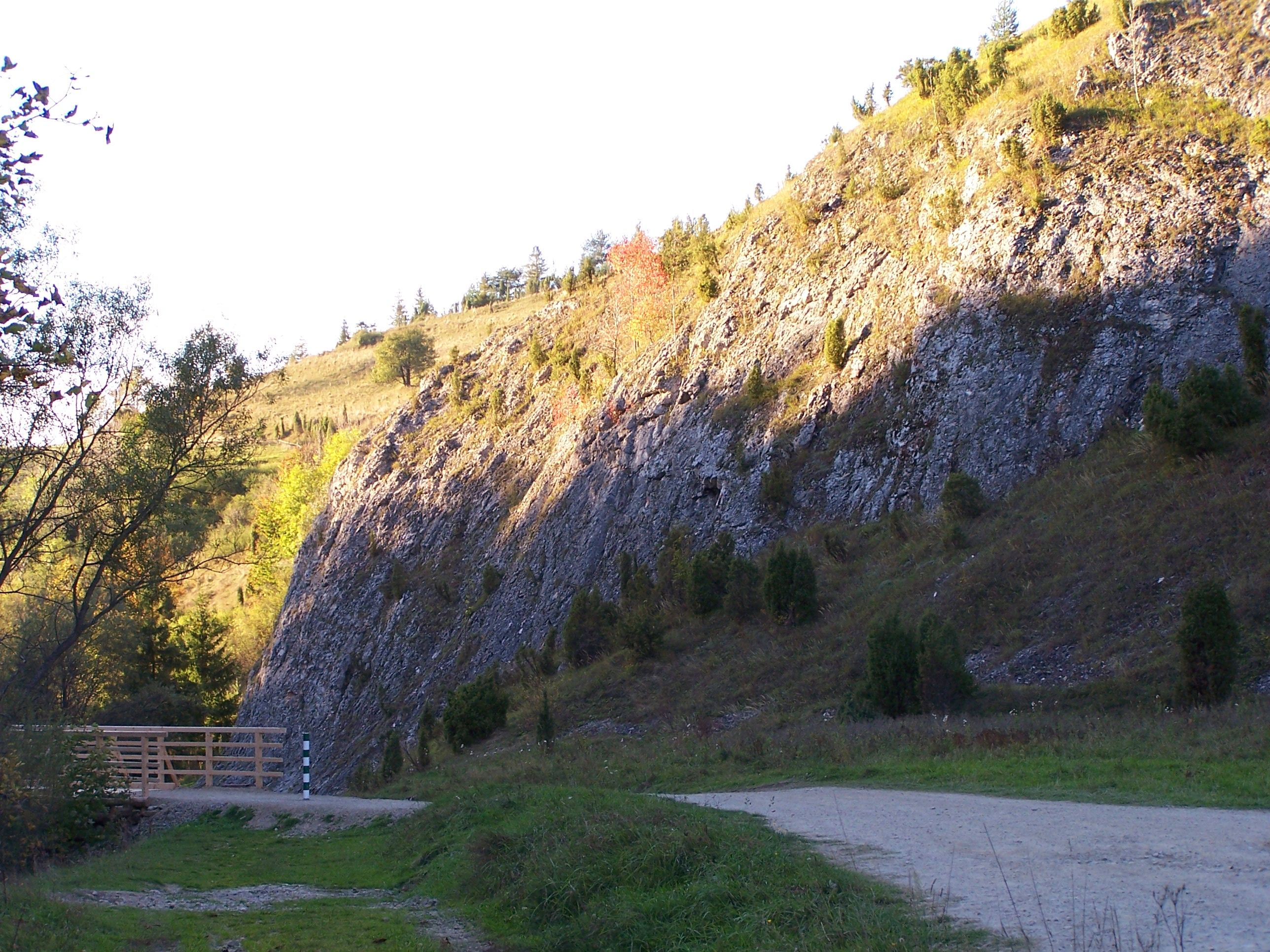

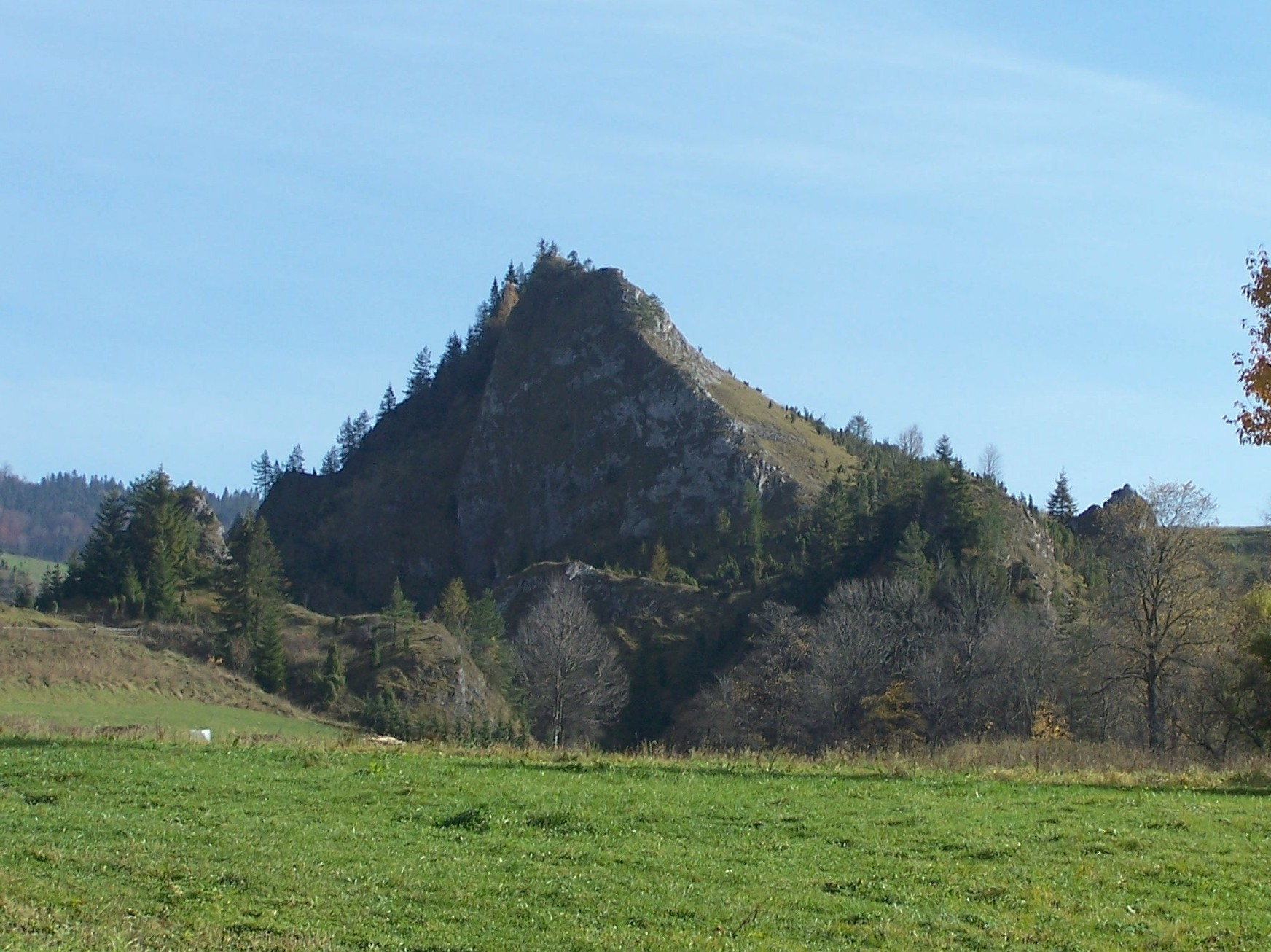
Smolegowa Skała i Wąwóz Międzyskały

Wąwóz Międzyskały – niewielki wąwóz na pograniczu Małych Pienin i Beskidu Sądeckiego. Jego dnem płynie potok Biała Woda. Wąwóz ten objęty jest rezerwatem przyrody Biała Woda.
Wąwóz rozpoczyna się tuż za wejściem do wspomnianego rezerwatu, za bramką wejściową i tablicami informacyjnymi. Zaraz po lewej stronie duża Czubata Skała, a nieco wyżej, po drugiej stronie (południowej) potoku wybitna Smolegowa Skała, która widziana z góry swoim kształtem przypomina grzbiet dinozaura. Na jej stromych, opadających do potoku ścianach reliktowe stanowisko 4 gatunków roślin wysokogórskich, z których 3 (dębik ośmiopłatkowy, konietlica alpejska i pępawa Jacquina) występują w Polsce tylko w Tatrach i właśnie tutaj. Naprzeciwko Smolegowej Skały, po drugiej stronie potoku inne, mniejsze, ale również strome skały, wybarwione miejscowo na czerwony kolor. W tym miejscu ścieżka przekracza potok wygodnym drewnianym mostkiem. Przy Smolegowej Skale koryto potoku zwężone w ciasny wąwóz.
Wąwóz należał do nieistniejącej już wsi Biała Woda, obecnie znajduje się w granicach wsi Jaworki w województwie małopolskim, w powiecie nowotarskim, w gminie Szczawnica.
Szlaki turystyki pieszej
 – żółty z Jaworek przez rezerwat Biała Woda na przełęcz Rozdziele.
Szlaki turystyki rowerowej
 – ze Szczawnicy przez Jaworki, Białą Wodę na przełęcz Rozdziela i Przełęcz Gromadzką w Beskidzie Sądeckim.